# インブリード
インブリード（英: inbreeding）とは、馬、犬、レース鳩といった家畜や愛玩動物の、近親交配のことである。その定義は交配する生物によって微妙に異なる。対義語はアウトブリード。
日本では競走馬や肉牛（特に繁殖牛）の生産や選別、血統を語る際において使用されるのが中心で、畜産分野や競馬産業から持ち込まれた用語といえるが、競馬シミュレーションゲーム「ダービースタリオン」シリーズの大ヒットにより、一般にもこの言葉が広く知られる事となった。
他方、純血種の犬や猫などの生産に関わるペット業界では、生産効率の向上や小型化などを意図した一部の生産者により、このインブリードを意図的かつ過剰に発生させるケースが近年相次いでいる。この結果として奇形や感覚障害といった先天的な問題を抱えるペットが少なからず生産され、テレビ番組でも取り上げられるなど大きな問題に発展している。しかし、インブリードは品種改良や品種のスタンダード（標準形質）維持の重要な手段でもあるため、これについては血統登録などでの規制等を行う事も極めて困難であるという一面も持っている。

## 競走馬
サラブレッドやアングロアラブを生産するときには、良質な劣性遺伝子をホモ化して特定の能力を固定する目的で意識的に近親交配を行うことがある。一方、悪質な劣性遺伝子がホモ化すると気性難を引き起こしたり体質が弱くなるなどの悪影響が発生する可能性がある。チャールズ・レスターは著書『サラブレッドの生産』において、「近親繁殖の目的は、われわれが近親繁殖を行った、その祖先の影響を強めるためである」、「それは、たとえば両親のいろいろな要素をふくんでいる同じ井戸から、2回くみだす作業だと言える」、「われわれが井戸からくみ出す時には、よい成分も悪い成分もどちらもくみ出すことになる」と述べている。これをサイアーエフェクトという。
古来から極端なインブリードは避けるべきと考えられているが、マルセル・ブサックのように極端に強いインブリードを好んで行った生産者もいる。また、インブリードを持つ種牡馬は遺伝力が強いと言われる。
血統表においてインブリードとなる馬を表すときには、数字を用いて4×5のような表記を用いる。この数字の意味は共通して現れる祖先の位置を表すもので、配合する種牡馬および繁殖牝馬を1として扱い、その親となる馬に対しては2，3，4…と順番に数が増える。例えば父方の祖父と母方の祖母の父が同じ馬であるときには2×3という表記になる。
また、このときに三代前の祖先と四代前の祖先が同じ馬（主に交配する馬の一方の曾祖父ともう一方の高祖父に同じ馬が居る配合）になる、即ち3×4（もしくは4×3）となる配合は「奇跡の血量18.75%」と呼ばれ、過去に数々の名馬を輩出したことで知られている。この奇跡の血量については、元々はアメリカ合衆国で考案された概念であると言われており、日本国内ではトキノミノル（ザテトラークの3×4）の活躍によって注目されだしたと言われる。
基本的にインブリードが発生する場合、共通となる祖先は種牡馬である場合が多いが、まれに牝馬のインブリードが発生する場合がある。エルコンドルパサーの場合、スペシャルとリサデルの全姉妹クロス4×4×3のインブリードが発生している（全兄弟・全姉妹は同一の父母を持つため、インブリードを考える上では同一の馬と見做して考える場合がある。ちなみにこの馬の場合、ノーザンダンサーの4×3の奇跡の血量でもある）。なお、日本中央競馬会で11年連続リーディングサイアーに輝いたノーザンテーストは、レディアンジェラ（ニアークティックの母）の3×2という名牝の強いインブリードを持っている事で有名である。

### 日本の馬産において
日本の馬産におけるインブリードは、血統というものがサラブレッドにとって極めて重要なものであると認識された頃から、既に生産者に意識され、試みられている。
歴代顕彰馬の中でも最も生まれが早いクモハタもハンプトンの5×5とセントサイモンの5×5を持っている。生産者以外でも意識され始めたきっかけは、トキノミノルが10戦全勝で日本ダービーを制した事で、その血統にあったザテトラークの「3×4」という配合が、名馬が多く誕生する「奇跡の血量18.75%」としてスポーツ新聞などでもてはやされる様になった事によるとされる。なお、「3×4」、「18.75%」という血量の根拠については諸説あるものの、現在に至るまで有力な決め手になるものは無い。ただし、一説ではトキノミノル亡き後、同年の菊花賞を制したトラツクオーもブカンの3×4というインブリードを持っていた事により、日本では定説になったという説がある。
また、この「奇跡の血量」を持つ日本の競走馬としては、著名な所ではコダマ（ブランドフォードの4×3）、トウショウボーイ（ハイペリオンの3×4）、ブエナビスタ（ニジンスキーの4×3）、オルフェーヴル（ノーザンテーストの4×3）などがいる（ちなみにこのハイペリオン自身もセントサイモンの3×4を持つ事で知られる）。
現在の状況としては1980年代にノーザンテースト、マルゼンスキーが大成功した事もあり、2頭の共通の祖先であるノーザンダンサーの血を引く繁殖馬が非常に多く、1990年代を中心にノーザンダンサーの「奇跡の血量」を持たせる交配が積極的に試みられた。その一方で、1990年代後半からは日本馬産史上最大の成功種牡馬とも言われるサンデーサイレンスから広がった血統を持つ種牡馬・繁殖牝馬が、日本の馬産史上かつて無い速度で広まっている。そのため、近い将来にはサンデーサイレンスの血統とそのインブリードを持つ馬で飽和状態となり、やがて「日本版セントサイモンの悲劇」の様な事態が起きるのではないかという懸念を示している者もいる（吉澤譲治『サンデーサイレンスの憂鬱』　同著においては、日本の生産数が少なく、輸入専門になっている馬産界は、かつての英国における閉鎖的な馬産と同様の状況であるとの指摘がなされている）。
その一方で、インブリードの効果による強烈な能力を持った馬の誕生を期待して、実績を残した種牡馬の濃いインブリード交配に挑む生産者もいる。また、九州地方など種牡馬と繁殖牝馬の数が限られている地域では、その限られた組み合わせの中での配合という事情から発生してしまう事もある。実際、サンデーサイレンスの血脈は日本に登場してからまだ20年程度しか経っていないが、サンデーサイレンスの2×3という馬産の常識的な概念からはやや危険と考えられるインブリードを持った馬が九州産馬などで既に何頭か現れている。その中には、サンデーサイレンスの2×3とトウショウボーイの3×3を併せ持つ血統配合の馬もいるほか、今後もサンデーサイレンスの孫世代の活躍馬の繁殖入りなどで、サンデーサイレンスのインブリードは増加するものと考えられる。
なお、平成以降の日本のサラブレッド馬産における極限の近親配合は、記録に残る限りでは血統名「リトルジャスミンの1994」のトドロキヒホウの1×2（父と母の父が同じ馬）というものがあるが、これは種付け時の手違いによって起きてしまったもので、生産者の意図によるものではなかったとされている。
近年ではステイゴールド産駒のマイネルレオーネが危険で極端なインブリード競走馬として認知度が高い。ゴールデンサッシュ,サッカーボーイ2×2(50%)という、古くはコロネーションに迫るインブリード率となっている。マイネルレオーネは障害オープンの最軽量勝利記録と、中山競馬場大障害コースの日本馬最軽量出走記録を達成している。

### 問題点
上記の様にインブリードは強い馬作りには効果的であるとされる反面、極端な近親交配を避ける観点から、繁殖馬とした時に交配可能な相手が限られるという問題もある。そのため、特定の血統が繁栄しすぎると、その血筋を濃く受けている繁殖馬、特に種牡馬にとっては、交配可能な相手が限定され、また似た様な血統構成を持つ数多くの種牡馬との競合にもさらされ、かえって活躍の場が狭まるという事態が起きる。
古くは「18世紀の三大名馬」の一頭に数えられるハイフライヤーや、20世紀初頭のセントサイモンに知られ、現在ではノーザンダンサー系の種牡馬にもその兆候が懸念されている。日本国内で供用された近年の種牡馬では、ノーザンダンサーの2×4を持つラムタラがノーザンダンサーの血が欧米以上に溢れ返ると言われる日本では近親交配の問題で相手が限定され、活躍できずに終わっており、その最典型として挙げられる事が多い（他方、この種牡馬については血統面以外でもサンデーサイレンス産駒の活躍による相対的なスピード能力の不足などの指摘もされている）。
他方では、同じくノーザンダンサーの3×3を持ち、自身も競走馬生活では体調難に苦しんだフサイチコンコルドが種牡馬としてGI優勝などの活躍馬を出しているなど、単純に名馬の濃いインブリードがすなわち「悪」というものでもない。競走馬は自然交配によって生み出され、実際に産駒を走らせてみるまでは親である繁殖馬についても一概な評価はできず、インブリードについてその利点問題点を語る際の難しさもこの点にあると言える。また、種牡馬として成功したところで、健康な馬を作るために強い近親交配を避ける観点から交配可能な繁殖牝馬が限定される点については変わりが無い。実際、フサイチコンコルドにしても、ノーザンダンサーのインブリードを自身も持っている繁殖牝馬との配合は危険と考えている生産者は多い。
いずれにせよ、突き詰めれば抜きんでて優れているが故にその血統で溢れ過ぎ、極端な近親交配を避ければ交配困難となって血統が衰退するという、サラブレッドという品種の馬産の趣旨からすればおよそ相反した悩ましい事態とも言える。

### 遺伝学上の見地
これらの説に遺伝学的に充分な説得力があるわけではない。劣性遺伝子は不利なものがほとんどである。ある一つの生物学的性質に注目した場合（例えば肉体の強靱さ）、それに関わる対立遺伝子のうち競走馬として有利さをもたらす遺伝子が劣性で、不利さをもたらす遺伝子が優性だった場合、その優性な遺伝子を持つ個体は「肉体が強靱でない馬」となるため、厳しい人為淘汰（とそれ以前の生存競争）によって取り除かれ、「劣性で有利な遺伝子」を持った個体ばかりが残る。これが競走馬（または生物）にとって不利な（あるいはそれほど有利でない）遺伝子が、優性であれば存続することができず、劣性のものが細々と継承されるプロセスである。
もしも全く自然および人為淘汰が働かず、馬の生存が運不運のみで決まる環境であれば、「優性だが不利な遺伝子」が多く残り「劣性だが有利な遺伝子」を包み隠してしまうことがあり得る。その環境ではインブリードはより大きな効果を発揮するが、しかしサラブレッドの置かれている環境はそれとは正反対である（ただしサラブレッドの歴史の初期には一定の効果をもたらした可能性はある）。
「劣性で有利な遺伝子」のホモ化以外の意義として、集団内で「劣性で不利な遺伝子」の割合を下げる方向に働くことや、インブリードされている数世代前の名馬の遺伝パターンの再現（ホモ化ではなく複数の遺伝子の関連を考える）などと色々理由を考えることは可能であるものの、いずれも説得力は弱い。
奇跡の血量と呼ばれる値については科学的根拠はない。そもそも18.75%というのは、単に「その祖先と、2親等より少なく3親等より多くの遺伝子を共有している」ことしか意味しない（そのうち0.78125%が重複しているので、実際の共有率は18%弱である。また祖先と同じ遺伝子が発現する率は4.88%強である）。論理的には、有利な劣性遺伝子が不利な劣性遺伝子より多いことはありえず、どの遺伝子を継承するか自然交配では選ぶことができない以上、不利な遺伝子の発現を避けるために遺伝子の重複度は極力低くなる方が望ましい（イヌで純血種より雑種の方が一般に平均寿命が長いのもこのためである）。

### 特に強いインブリードを持つ活躍馬
サラブレッドは父が同じでも兄弟という扱いはされないが、ここでは説明の便宜上兄弟とする。
- フライングフォックス（ガロピン3×2、ヴィデット4×3×5、ストックウェル5×5、母内にヴォルテール5×5） - 英国クラシック三冠（2000ギニー、ダービー、セントレジャー）、エクリプスSなど。仏リーディングサイアー3回
- ハイタイム（ドミノ（1891）3×3×2。半兄弟同士の配合で生まれたアルティマスにさらに父の半妹を交配） - 米リーディングサイアー
- コロナティオン（トウルビヨン2×2、テディ4×4） - 凱旋門賞
- ニットウチドリ（マーマハル4×5、ブランドフォード5×5、テディ5×5、ファロス＝フェアウェイ5×5、父内にゲインズバラ5×5×5、フライアーズドーター5×5、母内にブレニム5×5、母の父内にウガンダ5×5） - 桜花賞、ビクトリアカップ
- ノーザンテースト（レディアンジェラ3×2） - 種牡馬として日本で通算10回のリーディングサイアーと大成功
- ゴールデンリボー（モンスーン（1941）＝スコール（1946）3×2、フェアウェイ＝ファロス4×5） - 南関東三冠（羽田盃、東京ダービー、東京王冠賞）
  - チユウオキヤプテン（ゴールデンリボーの全兄） - 大井記念、金盃
- カザンウンリユウ（アングロアラブ。トモスベビー3×3、方景5×4×3×5、バラツケー5×4） - アラブダービー、全日本アラブ争覇。
- ダイシンフブキ（ナスルーラ＝リヴァーズ3×3×4、ネアルコ4×5×4×5、ノガーラ5×5×5） - 朝日杯3歳ステークス
- オオヒエイ（アングロアラブ。スカレー2×2、方景5×5×5、ライジングフレーム5×5） - 全日本アラブ大賞典など
- ミスターホンマル（アングロアラブ。スカレー2×3、ニーフアン5×5） - 全日本アラブ大賞典など
- シンコウキング（ノーザンダンサー2×3） - 高松宮杯（GI）
- エルコンドルパサー（スペシャル＝リサデル4×4×3、ノーザンダンサー4×3、ネイティヴダンサー4×5） - ジャパンカップ、サンクルー大賞、NHKマイルカップ
- ストーミングホーム（ミスタープロスペクター2×3、ネイティヴダンサー4×5×5×5、ナタルマ4×4、ナスルーラ5×5、アルマームード5×5×5） - チャンピオンステークス、チャールズウィッティンガムメモリアルハンデキャップ
- セニョールベスト（エルグランセニョール＝トライマイベスト2×2、プリンスリーギフト5×4） - 地方競馬最多出走記録（409戦）
- レッドロックス（サドラーズウェルズ＝フェアリーキング2×3、ミスタープロスペクター4×3、ナタルマ4×4×5、ヘイルトゥリーズン5×5、ネイティヴダンサー5×5） - BCターフ、マンノウォーステークス
- サミットストーン（デヴィルズバッグ3×2） - 浦和記念、大井記念など。NARグランプリ2014年度代表馬
- エネイブル（サドラーズウェルズ3×2、ニアークティック5×5×4、ヘイルトゥリーズン5×5） - オークス、アイリッシュオークス、キングジョージ6世&クイーンエリザベスステークス3勝、ヨークシャーオークス2勝、凱旋門賞連覇、BCターフ、エクリプスS
- リッチストライク（スマートストライク3×2、サーチフォアゴールド＝ミスタープロスペクター4×3×4、デピュティミニスター4×4） - ケンタッキーダービー
- Power Blue（Dubawi 2×3、Rahy 4×4）愛フェニックスステークス

## 人間
人間に対しては、特に中世ヨーロッパにおいて、「近親姦によって産まれた者」という意味で差別的、侮蔑的に用いられた。
他方で、洋の東西を問わず、長い歴史を誇る旧家や王侯貴族などには、「自家の血統を濃く残すべし」「他家の血を混ぜない」など血統の純潔性を重んじる考え方を綿々と受け継いできた家も少なくない。また、ハプスブルク家の様に所領分散防止などの一族の戦略的な観点から近親婚を続けていた家系も見られる。
その中には、何世紀にも渡り、また現在も近親婚により血脈を繋いでいる、あるいは近代までその様な習慣を続けてきた家系や、さらにはサラブレッドのインブリードと同様に、「（多大な功績を残した）特定の祖先の血（血量）をより濃く残してゆく事」を目的に一族内で婚姻の相手を決める様な家系も存在する。